# Patinage de vitesse aux Jeux olympiques de 2014 - 5 000 mètres femmes
Navigation
Vancouver 2010 Pyeongchang 2018
Le 5 000 mètres féminin de patinage de vitesse aux Jeux olympiques d'hiver de 2014 a lieu le 19 février 2014 à 17 h 30 au Centre de patinage Adler Arena. C'est la 18e fois que l'épreuve est disputé. La tenante du titre est la Tchèque Martina Sáblíková qui a remporté l'épreuve à Vancouver en 2010 devant l'Allemande Stephanie Beckert, médaille d'argent, et la Canadienne Clara Hughes, médaille de bronze.
La championne olympique en titre Martina Sáblíková remporte l'épreuve devant les Néerlandaises Ireen Wüst et Carien Kleibeuker.

## Médaillées
| Or                | Argent     | Bronze            |
| Martina Sáblíková | Ireen Wüst | Carien Kleibeuker |

## Résultats
| Rang                                | Couple | Couloir | Athlète           | Nationalité        | Temos         | Retard   | Notes |
| ----------------------------------- | ------ | ------- | ----------------- | ------------------ | ------------- | -------- | ----- |
| Médaille d'or, Jeux olympiques      | 7      | O       | Martina Sáblíková | République tchèque | 6 min 51 s 54 | —        | TR    |
| Médaille d'argent, Jeux olympiques  | 7      | I       | Ireen Wüst        | Pays-Bas           | 6 min 54 s 28 | +2 s 74  |       |
| Médaille de bronze, Jeux olympiques | 5      | O       | Carien Kleibeuker | Pays-Bas           | 6 min 55 s 66 | +4 s 12  |       |
| 4                                   | 6      | O       | Olga Graf         | Russie             | 6 min 55 s 77 | +4 s 23  |       |
| 5                                   | 8      | O       | Claudia Pechstein | Allemagne          | 6 min 58 s 39 | +6 s 85  |       |
| 6                                   | 8      | I       | Yvonne Nauta      | Pays-Bas           | 7 min 01 s 76 | +10 s 22 |       |
| 7                                   | 3      | O       | Mari Hemmer       | Norvège            | 7 min 04 s 45 | +12 s 91 |       |
| 8                                   | 4      | I       | Stephanie Beckert | Allemagne          | 7 min 07 s 79 | +16 s 25 |       |
| 9                                   | 3      | I       | Anna Chernova     | Russie             | 7 min 08 s 71 | +17 s 17 |       |
| 10                                  | 2      | O       | Shoko Fujimura    | Japon              | 7 min 09 s 65 | +18 s 11 |       |
| 11                                  | 1      | O       | Bente Kraus       | Allemagne          | 7 min 10 s 65 | +19 s 11 |       |
| 12                                  | 6      | I       | Shiho Ishizawa    | Japon              | 7 min 11 s 54 | +20 s 00 |       |
| 13                                  | 5      | I       | Masako Hozumi     | Japon              | 7 min 12 s 42 | +20 s 88 |       |
| 14                                  | 2      | I       | Ivanie Blondin    | Canada             | 7 min 20 s 10 | +28 s 56 |       |
| 15                                  | 1      | I       | Katarzyna Wozniak | Pologne            | 7 min 28 s 53 | +36 s 99 |       |
| 16                                  | 4      | O       | Maria Lamb        | États-Unis         | 7 min 29 s 64 | +38 s 10 |       |

O = Couloir extérieur
I = Couloir intérieur